# KK Jedinstvo Bijelo Polje
Der Košarkaški klub Jedinstvo Bijelo Polje (kyrillisch: Кошаркашки клуб Јединство Бијело Поље), allgemein bekannt als Jedinstvo 1950, ist ein professioneller Basketballverein für Herren mit Sitz in Bijelo Polje, Montenegro. Die Mannschaft spielt derzeit in der Ersten Erste Liga und trägt ihre Heimspiele in der Nikoljac-Halle aus, die eine Kapazität von 2000 Zuschauern bietet.
Zudem betreibt der Club eine Basketballschule, die für alle Altersgruppen und Kategorien offensteht.

## Geschichte
Der KK Jedinstvo wurde 1950 gegründet. Von 1994 bis 1998 trat der Verein unter dem Namen Jugotes TNN an. Während der Zeit der Sozialistischen Föderativen Republik Jugoslawien und der Bundesrepublik Jugoslawien spielte der Verein hauptsächlich in den unteren Ligen. Sein einziger Auftritt in der Ersten Liga erfolgte in der Saison 1994/95, als er den 15. Platz belegte. Seit der Unabhängigkeit Montenegros und der Einführung der nationalen Meisterschaft in der Saison 2006/07 ist der Verein ein regelmäßiger Teilnehmer.

## Rangliste nach Saison
| Saison  | Stufe | Liga              | Position                                        |
| ------- | ----- | ----------------- | ----------------------------------------------- |
| 2006–07 | 1     | Ersten Erste Liga | 8. Platz                                        |
| 2007–08 | 1     | Ersten Erste Liga | 9. Platz                                        |
| 2008–09 | 1     | Ersten Erste Liga | 9. Platz                                        |
| 2009–10 | 1     | Ersten Erste Liga | 10. Platz                                       |
| 2010–11 | 1     | Ersten Erste Liga | 6. Platz                                        |
| 2011–12 | 1     | Ersten Erste Liga | 9. Platz                                        |
| 2012–13 | 1     | Ersten Erste Liga | 7. Platz                                        |
| 2013–14 | 1     | Ersten Erste Liga | 8. Platz                                        |
| 2014–15 | 1     | Ersten Erste Liga | 8. Platz                                        |
| 2015–16 | 1     | Ersten Erste Liga | 8. Platz                                        |
| 2016–17 | 1     | Ersten Erste Liga | 9. Platz                                        |
| 2017–18 | 1     | Ersten Erste Liga | 8. Platz                                        |
| 2018–19 | 1     | Ersten Erste Liga | 6. Platz                                        |
| 2019–20 | 1     | Ersten Erste Liga | Saison wegen der Coronavirus-Pandemie abgesagtt |
| 2020–21 | 1     | Ersten Erste Liga | 10. Platz                                       |
| 2021–22 | 1     | Ersten Erste Liga | 6. Platz                                        |
| 2022–23 | 1     | Ersten Erste Liga | 7. Platz                                        |
| 2023–24 | 1     | Ersten Erste Liga | 12. Platz                                       |

## Bemerkenswerte Spieler
| - Mihailo Drobnjak - Goran Sladojević - Ivica Vukotić - Danilo Drašković - Emir Hadžibegović - Duško Ivanović - Nemanja Knežević - Boris Lalović - Arso Lekovć | - Lazar Smolović - Mladen Šekularac - Dušan Cvetković - Filip Dumic - Ivan Gemaljević - Goran Ignjatović - Aleksandar Ivanović - Dušan Mažibrada - Dragan Mijajlović | - Danilo Mitrović - Miloš Mladenović - Nikola Munjić - Dejan Radulović - Nemanja Rakočević - Miloš Savković - Žarko Stanković - Mirko Tokalić - Vujadin Vorkapić | - Alex Brown - Anthony Chisley - Tyrell Corbin - Anthony Cousin - Daniel Cromwell - David Jackson - Anthony Jones - Andre Woodlin |